# Neda (Ichalia)
Neda (griechisch Νέδα (f. sg.)) ist ein Dorf im Gemeindebezirk Ira der Gemeinde Ichalia in der griechischen Region Peloponnes. In unmittelbarer Nähe des Dorfes entspringen die Quellbäche des Flusses Neda.